# Govert Flinck

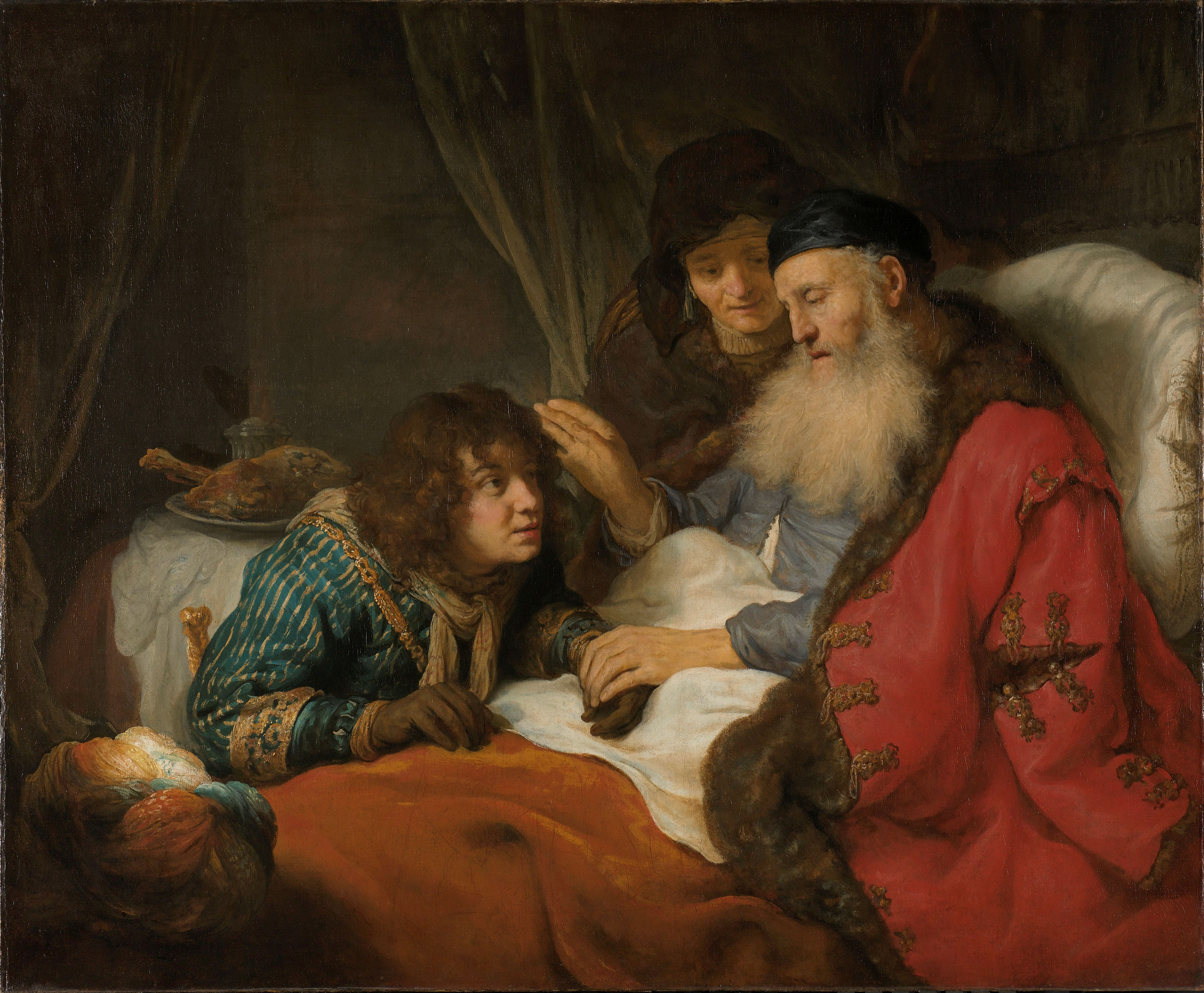
Isak välsignar Jakob (1638)

Govert (Teunisz.) Flinck (även Govaert), född 25 januari 1615 i Kleve, död 2 februari 1660 i Amsterdam, var en porträtt- och historiemålare.
Flinck var först elev till målaren och mennonitpredikanten Lambert Jacobsz. i Leeuwarden, men överflyttade 1634 till Amsterdam och inträdde då i Rembrandts ateljé. De första åren av sin verksamhet följde han mästaren troget i spåren, och hans arbeten från denna period ha den Rembrandtska skolans allmänna karaktär, men snart avsvor han sig lärarens sätt att behandla ljusdunklet och övergick - såsom det påstås efter bekantskapen med van Dycks målningar - till det så kallade "ljusa" maneret.
Flinck behandlade liksom Rembrandt ofta bibliska motiv, men var avgjort lyckligast såsom porträttmålare. Porträttstycken av hans hand ses i de flesta av Europas museer - Sveriges Nationalmuseum har att uppvisa blott en sannolik kopia efter honom: Porträtt av en ung gosse. Hans ståtligaste verk är en stor, i Bartholomeus van der Helsts stil utförd Skyttefest med anledning av westfaliska freden (1648, i Rijksmuseum i Amsterdam), som jämte en fem år tidigare utförd Grupp av skyttar uppställda på en trappa intar en hedersplats i hans produktion. Flinck är representerad med ett flertal teckningar vid bland annat Nationalmuseum.